# Мендес, Мигель
Мигель Мендес (исп. Miguel Mendez; родился 2 марта 1967 года, Испания) — испанский баскетбольный тренер, главный тренер женской сборная Испании с 2021 года.

## Тренерская карьера
- УГМК (Екатеринбург) (2018—2022)
- Фамила Скио (Италия) (2013—2017)
- Ривас Экополис (Испания) (2011—2013)
- Сельта Виго (Испания) (2001—2011)

## Достижения
В течение своей тренерской карьеры успел завоевать следующие титулы:
- обладатель Суперкубка Европы (2018);
- чемпион Евролиги (2018, 2019);
- вице-чемпион Евролиги (2012);
- чемпион России (2018, 2019, 2020);
- чемпион Испании (2000);
- обладатель Кубка Испании (2001, 2012);
- чемпион Италии (2014, 2015, 2016);
- обладатель Кубка Италии (2014, 2015);
- обладатель Суперкубка Италии (2014, 2015, 2016, 2017);
- обладатель "Кубка УГМК" (2018);
- чемпион Европы U20 (2018);
- чемпион Европы U18 (2006);
- серебряный призер чемпионата Европы U18 (2005, 2010);
- бронзовый призер чемпионата Европы U18 (2011).